# Dscharīb
Dscharīb (arabisch جريب, DMG ǧarīb) ist ein altes arabisches Flächenmaß, das auch in Iran benutzt wurde. Der Betrag des Maßes wechselte nach Ort und Zeit.
Im frühen und hohen Mittelalter war Dscharīb ein kanonisches Landmaß, das vor allem zur Berechnung der Grundsteuer (ḫarāǧ) verwendet wurde. Ein Dscharīb entsprach dabei 10 Quadrat-Qasaba. Dementsprechend lässt sich sagen, dass 1 Dscharīb = 1592 Quadratmeter. Dieser Dscharīb galt in Fārs als der „kleine Dscharīb“. Er entsprach 60 × 60 Königsellen. Der „große Dscharīb“ war dagegen 3 2/3 Mal größer, maß also 5837 Quadratmeter.
Im 17. Jahrhundert maß in Persien 1 Dscharīb = 958 Quadratmeter. Wann die Reduktion auf diese kleinere Fläche erfolgte, ist unklar. Nach Willem Floor war es das mit einem Mann Korn besäte Stück Land. Heute ist in Iran amtlich 1 Dscharīb = 1 Hektar, doch bestehen vielerlei örtliche Dscharīb-Flächenmaße fort.

## Belege
1. ↑  Fayda: „Cerîb“ in Türkiye Diyanet Vakfı İslâm Ansiklopedisi. Bd. VII, S. 402.
2. ↑  al-Māwardī: al-Aḥkām as-sulṭānīya. 1853, S. 265.
3. 1 2 3  Hinz: Islamische Masse und Gewichte. 1970, S. 65f.
4. ↑  Floor: Weights and Measures in Qajar Iran. 2008, S. 76.